# St. Pankraz (Haute-Autriche)
Pour les articles homonymes, voir Sankt Pankraz.
Ne soit pas être confondue avec la commune italienne de San Pancrazio, (en allemand, Sankt Pankraz)
St. Pankraz est une commune autrichienne du district de Kirchdorf en Haute-Autriche.